# Lamprochromus occidentalis
Lamprochromus occidentalis är en tvåvingeart som beskrevs av Robinson 1967. Lamprochromus occidentalis ingår i släktet Lamprochromus och familjen styltflugor.
Artens utbredningsområde är Nevada. Inga underarter finns listade i Catalogue of Life.